# George Edward Mitchell
George Edward Mitchell (ur. 3 marca 1781, zm. 28 czerwca 1832) – amerykański lekarz i polityk.
W dwóch różnych okresach, najpierw w latach 1823–1827 i ponownie od 1829 roku do śmierci w 1832 roku, był przedstawicielem szóstego okręgu wyborczego w stanie Maryland w Izbie Reprezentantów Stanów Zjednoczonych.